# Мајк Милер
Мајк Милер (енгл. Mike Miller; Мичел, Јужна Дакота, 19. фебруар 1980) је бивши амерички кошаркаш. Играо је на позицијама бека и крила.

## Успеси

### Клупски
- Мајами хит:
  - НБА (2): 2011/12, 2012/13.

### Репрезентативни
- Америчко првенство:  2007.
- Игре добре воље:  2001.

### Појединачни
- Шести играч године НБА (1): 2005/06.
- НБА новајлија године: 2000/01.
- Идеални тим новајлија НБА — прва постава: 2000/01.